# Range Rover
El Range Rover es un vehículo todoterreno del segmento F producido por el fabricante Land Rover en Solihull, Inglaterra desde 1970.

## Historia
La segunda generación de este todoterreno presentaba al igual que su antecesora, cinco puertas; pero un nuevo motor que otorgaba mayor potencia y era más suave al manejo, además de ser más lujoso, con un chasis más fuerte e incorporaba antibloqueo de frenos. En el 2000, BMW (que había asumido el control del Grupo Rover en 1994) vendió la marca Land Rover a la empresa estadounidense Ford Motor Company por US$ 2700 millones, lo cual conllevó a que la segunda generación dejara de producirse en 2001.
La tercera generación del Range Rover se vende desde 2002. Su plataforma empleada por Land Rover provenía de la exitosa BMW X5, sólo que la Range Rover incorporaba las soluciones todo terreno de la marca con las cuales se hizo más capaz. Su motor V8 de origen BMW proveía 286 CV (210 kilovatios) y un gasoil de 6 cilindros en línea de 3.0 litros y 177 CV (130 kilovatios).
En 2005 (debido al cambio BMW-Ford) recibió una actualización externa y de motorizaciones. Sus motorizaciones son un gasolina V8 de 4.2 litros de cilindrada y 296 CV (218 kilovatios) de potencia, en la versión Supercharged 396 CV (291 kilovatios) de potencia máxima; y un turbodiésel V8 de 3.6 litros de 272 CV (200 kilovatios) con inyección directa por common-rail y turbocompresor de geometría variable. El Range Rover Sport, un modelo más pequeño lanzado en 2005 e inspirado en el prototipo Range Stormer, no comparte plataforma con el Range Rover sino con el Land Rover Discovery.
En 2007 recibe una actualización interna con mejores materiales, además de agregarle el sistema Terrain Response (instalado por primera vez en la LR3) con lo cual se le agrega mayor capacidad todoterreno, poniéndola en lo máximo de su categoría.
Con una larga tradición a su espaldas, la Range Rover es considerada el deportivo utilitario de lujo más capaz, dado a su alta tecnología aplicada para sortear caminos asfaltados o de terraceria. Su diseño se ha visto poco modificado a través del tiempo, y cabe mencionar que a 47 años de su existencia solo ha tenido 3 rediseños totales y 6 parciales.
En 2012 La cuarta generación de la exclusiva gama Range Rover ha sido desarrollada desde la base. El nuevo modelo captura el espíritu innovador y el diseño emblemático del modelo original cuyo lanzamiento revolucionó el mundo de la automoción hace 40 años. Cuenta con nuevos modelos (HSE, Vogue, Supercharged, Autobiography y Autobiography Ultimate Edition). La gama de motores V8 incluye las unidades TDV8 4.4 diésel y V8 Supercharged de gasolina. El motor TDV8 incorpora transmisión de ocho velocidades con Drive Select con cambio mediante levas y ofrece niveles excepcionales de potencia y consumo.

## Primera generación (Classico RR200-RR400, 1970-1996)
El conocido coloquialmente como Range Rover Clásico, su denominación correcta es RR200 o RR400 dependiendo de la versión, fue presentado en junio de 1970. Con carrocería tres puertas, tracción permanente en las cuatro ruedas, transmisión sincrónica de cuatro velocidades y frenos de disco en todas sus ruedas.En junio de 1970, el Range Rover se presentó al público, con gran éxito de crítica. Parecía que Rover había tenido éxito en su objetivo de un automóvil igualmente capaz tanto dentro como fuera de la carretera, posiblemente mejor que cualquier vehículo con tracción en las cuatro ruedas de su época en ambos entornos. El rendimiento en carretera (una velocidad máxima de 95 mph y una aceleración de cero a 60 mph en menos de 15 segundos) fue tan bueno o mejor que el de muchos autos familiares de su época, y el rendimiento todoterreno fue asombroso debido a su largo recorrido de suspensión y distancia al suelo elevada.
1970-1980
Poco cambió en la década posterior a su introducción, excepto por la adición de dirección asistida en 1973, pequeñas alteraciones mecánicas, los cambios realizados fueron un nuevo sistema de escape doble, sobremarcha opcional, espejos reubicados en las puertas y relaciones de transmisión modificadas. la dirección, todavía manual, se modificó para abordar las quejas de una dirección pesada, especialmente a velocidades de estacionamiento". y varias alteraciones cosméticas muy leves. "La parte trasera tenía una cubierta de vinilo en los paneles de los cuartos traseros y había la opción de lavar y limpiar la ventana trasera. En el interior, los asientos delanteros tenían una manija adicional para permitir que se inclinaran desde el exterior más fácilmente, y los orificios tapados en el tablero ahora tenía la opción de indicadores adicionales". Los cambios fueron luces repetidoras de ala, calcomanías nuevas, parachoques y espejos pintados de negro y un volante más atractivo. uso, esto sirvió para reducir el colosal balanceo de la carrocería que sufrían los primeros Range Rover. A partir de 1979, Land Rover colaboró con Perkins en el Proyecto Iceberg, un esfuerzo por desarrollar una versión diésel del motor V8 de 3,5 litros del Range Rover. Se construyeron versiones de aspiración natural y turboalimentadas, pero en ambos casos se encontraron problemas con los bloques del motor totalmente de aleación que fallaban bajo las presiones mucho mayores involucradas en la operación diésel. El proyecto se descartó en 1983 y en su lugar se tomó la decisión de importar motores diésel VM de Italia, que se vendieron con el nombre de 'Turbo D'.
1981-1985
En 1981 la marca puso a la venta una versión de cinco puertas. Esta versión se siguió comercializando con el nombre de Range Rover RR200.Uno de los primeros cambios significativos se produjo en 1981, con la introducción de la carrocería de cuatro puertas. Hasta entonces, los Range Rover solo tenían dos puertas, lo que dificultaba bastante el acceso a las plazas traseras, y eran muy grandes y pesadas. La versión de cuatro puertas resolvió ambos problemas y fue bien recibida por el público; el de cuatro puertas se hizo tan popular que el de dos puertas se suspendió en el Reino Unido en 1984, aunque el de dos puertas se siguió produciendo hasta el final, principalmente para el mercado francés. Al mismo tiempo, se aumentó la relación de compresión del V8 y la relación de transmisión en la caja de transferencia para ahorrar combustible. Land Rover también presentó un Range Rover de dos puertas con especificaciones más bajas llamado Fleetline, dirigido al mercado comercial y policial. El interior era menos lujoso y tenía la opción de quitar el equipo de dirección asistida. En 1982, el Range Rover recibió una transmisión automática como extra opcional (inicialmente una caja Chrysler de 3 velocidades, pero mejorada a una ZF de 4 velocidades en 1985) acoplada a una caja de transferencia LT230. La otra mejora importante de la transmisión en el Range Rover de por vida fue el cambio de la caja de cambios manual combinada de cuatro velocidades y la caja de transferencia LT95 a la caja de cambios de cinco velocidades LT77 y la caja de transferencia separada LT230 en 1983.
1986-1991
El mayor cambio cosmético se produjo en 1986, con un frente renovado. Esto incluía una rejilla de plástico más amigable para los peatones con listones horizontales y faldones delanteros con dos luces de conducción. En el mismo año, se introdujo la inyección electrónica de combustible Lucas, mejorando tanto el rendimiento como la economía de combustible. Algunos mercados de exportación conservaron los carburadores, sin embargo, las unidades originales fabricadas por Zenith / Stromberg fueron reemplazadas por artículos fabricados por Skinners Union (SU). 1986 también vio la introducción del Range Rover 1992 apareció una versión con batalla extendida llamada "LSE" cuya batalla era 20cm más larga respecto al modelo normal (2743 mm frente a 2540 mm). Esta versión solo estaba disponible con el motor V8 de 4.2L y 203 CV y transmisión automática de 4 velocidades. Ver a los Estados Unidos, cuando Land Rover estableció su primera sede en Lanham, Maryland en 1986 (los primeros Range Rover con especificación estadounidense se vendieron en 1987). Los Range Rover ya habían demostrado ser populares entre los estadounidenses en el mercado gris. Se puso a disposición un motor diésel VM de 2,4 litros (2393 cc) más eficiente como opción para el mercado europeo con fuertes impuestos. En 1989 (el mismo año en que se presentó el Land Rover Discovery, derivado en gran medida del Range Rover), el motor de 3,5 litros se perforó a una cilindrada de 3,9 litros (3947 cc) para el año modelo 1990, y el interior fue renovado El Range Rover ganó barras estabilizadoras (resolviendo con bastante retraso el problema del balanceo de la carrocería que había afectado a los Range Rover durante dos décadas, a expensas de la capacidad todoterreno) y la cilindrada del motor VM aumentó a 2,5 litros (2499 cc).
1992-1996
La gama Range Rover RR400 o RR400D para la versión diésel, experimentó su renovación final en 1992, cuando el venerable motor Rover pasó a ser de 4,2 litros (4197 cc), coincidiendo con la introducción del lujoso modelo LSE. En el Reino Unido, estos modelos tenían una distancia entre ejes de 108 pulgadas (2743 mm)) y el motor de 4,2 L, mientras que los modelos LSE en los EE. UU. tenían la distancia entre ejes habitual de 100" y el motor de 3,9 L. Se introdujeron la distancia entre ejes más larga y el motor más grande. a los EE. UU. con el nombre "County LWB". Land Rover reemplazó el motor VM con su propio bulto diesel turboalimentado 200TDi e introdujo la suspensión neumática en los modelos de gama alta. La sentencia de muerte para el diseño clásico de Range Rover sonó en 1994 con la presentación de un Range Rover completamente nuevo (apodado P38A). Sin embargo, la producción de los Range Rover de forma antigua continuó con el nombre de "Range Rover Classic" (un término que ahora se usa para referirse a todos los Range Rover anteriores al P38A). En 1996, el último Classic salió de la línea de montaje en Solihull, 26 años después de que saliera a la venta el primero, y todavía se parecía mucho a su antecesor de 1970.

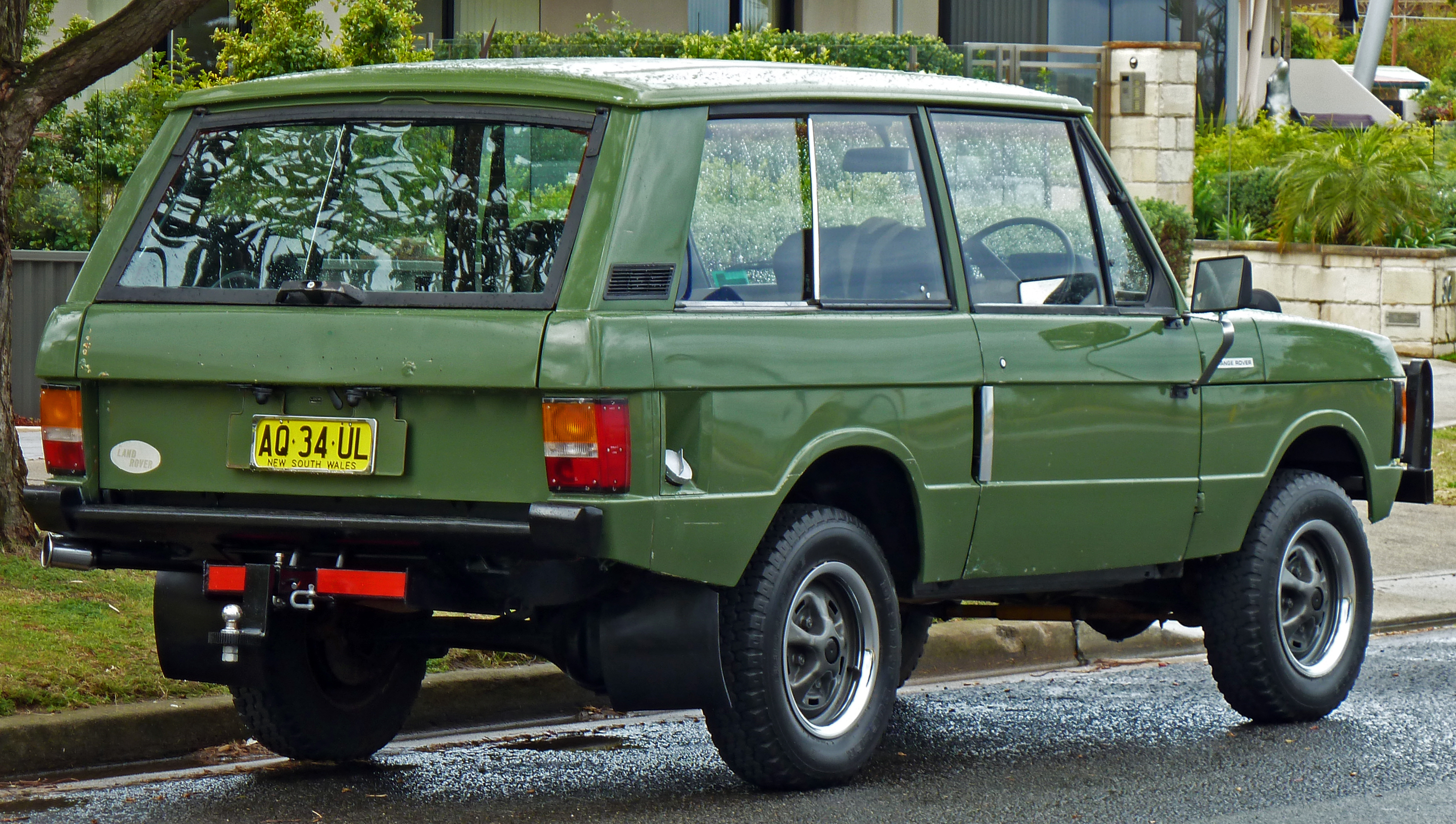
Range Rover de 3 puertas
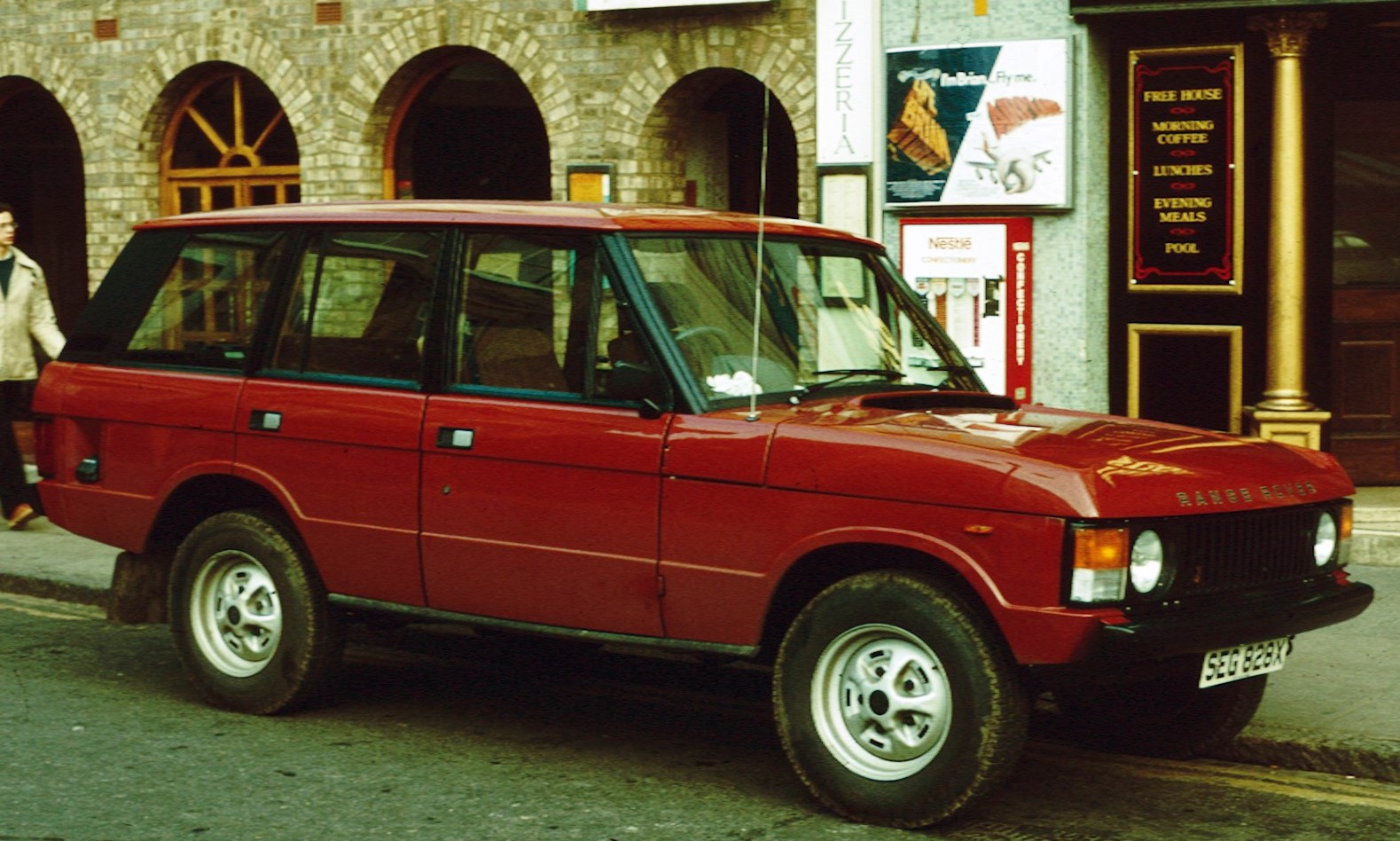
Range Rover de 5 puertas
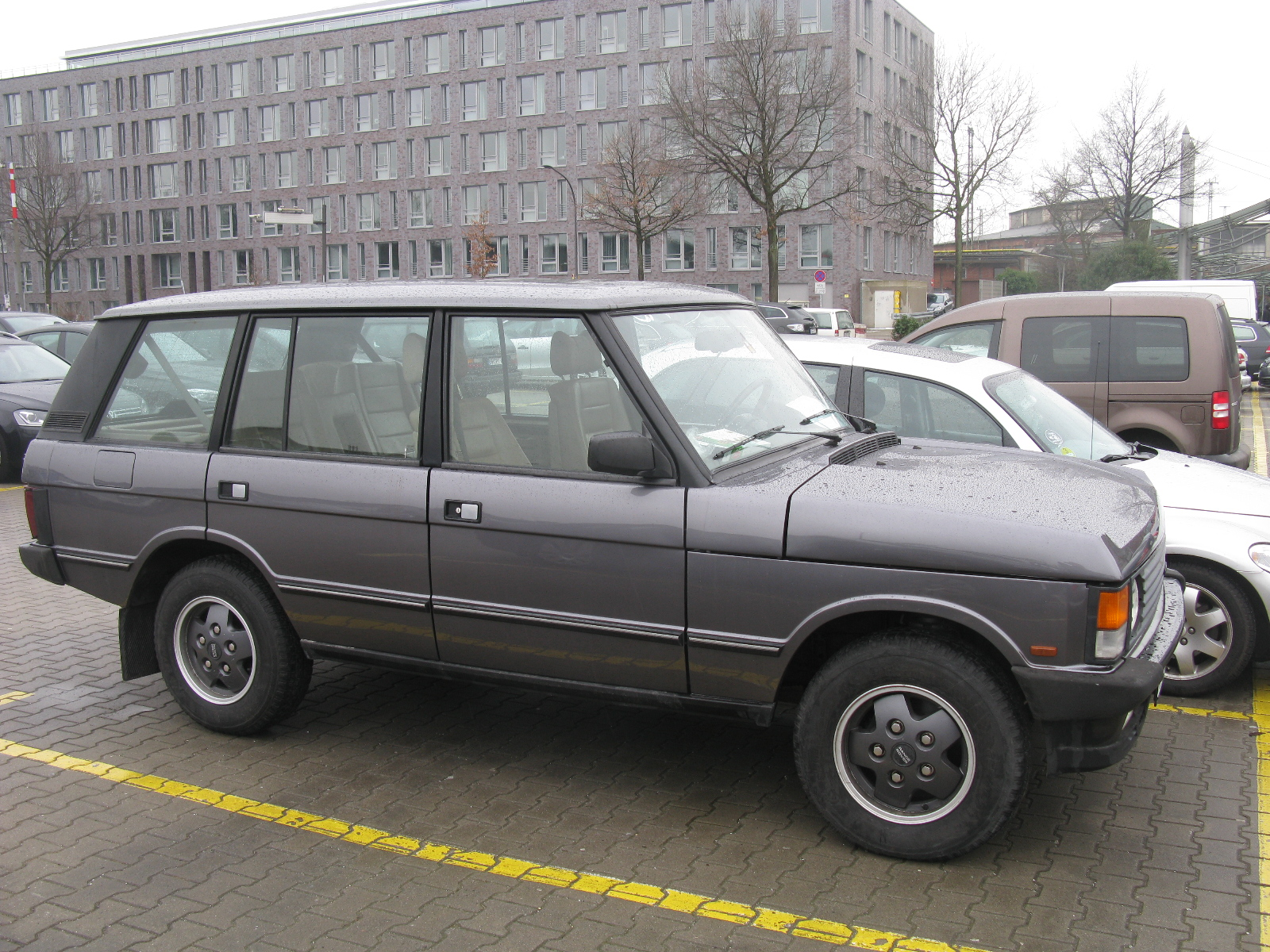
Range Rover LSE
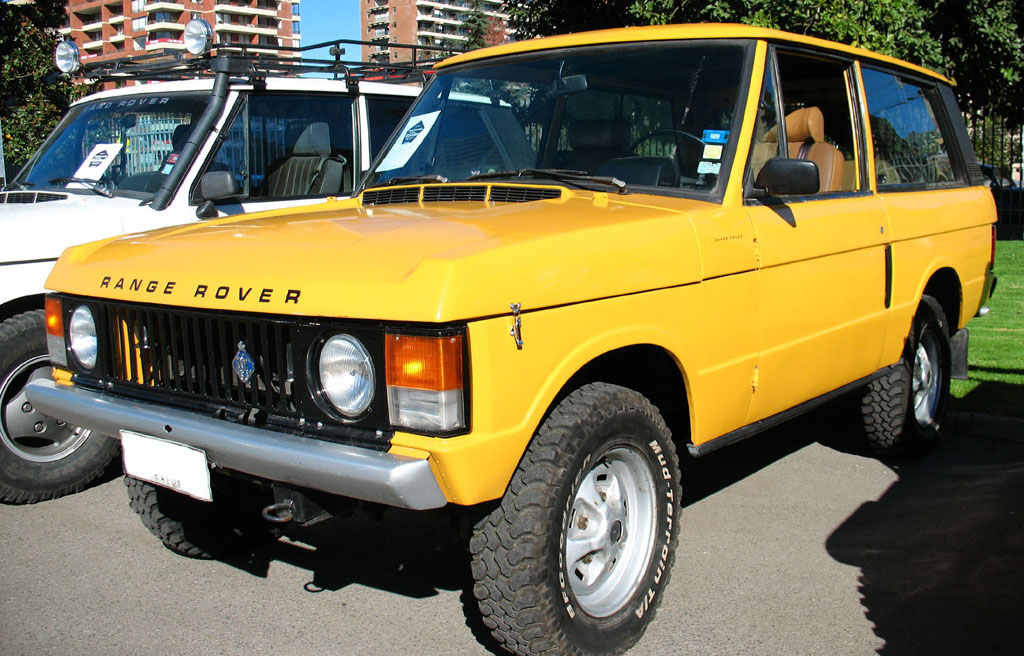
Range Rover de 1979
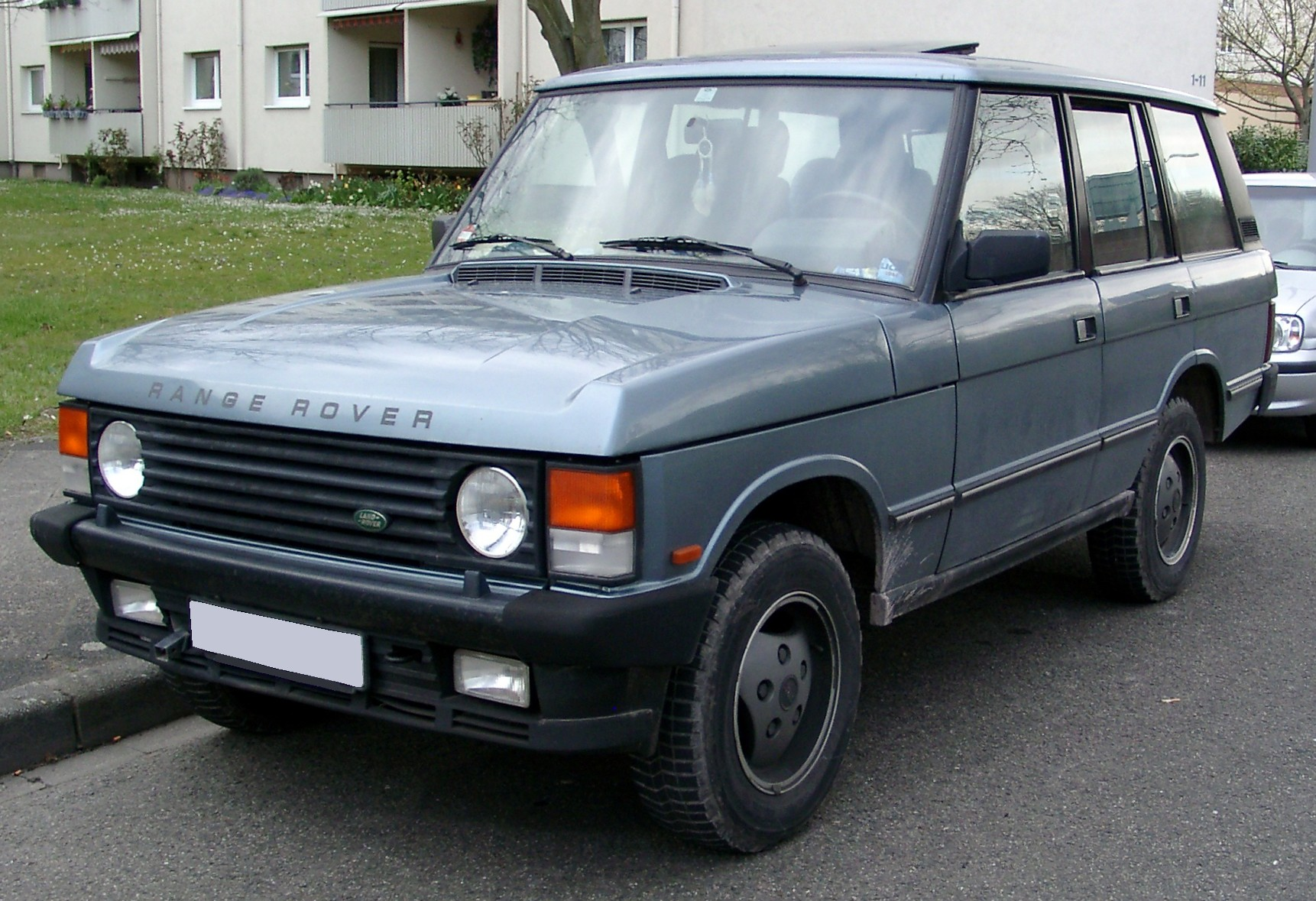
Range Rover restyling

### Motorizaciones
| Periodo                        | 1970-1981                                                                                           | 1981-1986 | 1986-1989                                                                              | 1989-1994                            | 1994-1996                            | 1992-1996                            | 1986-1989                                         | 1989-1992                                         | 1992-1994                                         | 1994-1996                                         |       |       |
| Identificación del motor       | Rover V8                                                                                            | Rover V8 | Rover V8                                                                               | Rover V8                             | Rover V8                             | Rover V8                             | VM Motori 81A                                     | VM Motori 425 OHV                                 | Rover 200 Tdi                                     | Rover 300 Tdi                                     |       |       |
| Tipo de motor                  | V8 16v OHV, doble carburación                                                                       | V8 16v OHV, doble carburación | V8 16v OHV, inyección multipunto                                                       | V8 16v OHV, inyección multipunto     | V8 16v OHV, inyección multipunto     | V8 16v OHV, inyección multipunto     | L4 8v OHV, turbo, intercooler                     | L4 8v OHV, turbo, intercooler                     | L4 8v OHV, inyección directa, turbo, intercooler  | L4 8v OHV, inyección directa, turbo, intercooler  |       |       |
| Diámetro x carrera             | 88.9 mm × 71.1 mm                                                                                   | 88.9 mm × 71.1 mm | 88.9 mm × 71.1 mm                                                                      | 94.0 mm × 71.1 mm                    | 94.0 mm × 71.1 mm                    | 94.0 mm × 77.0 mm                    | 92.0 mm × 90.0 mm                                 | 92.0 mm × 94.0 mm                                 | 90.5 mm × 97.0 mm                                 | 90.5 mm × 97.0 mm                                 |       |       |
| Cilindrada                     | 3532 cm³                                                                                            | 3532 cm³ | 3532 cm³                                                                               | 3947 cm³                             | 3947 cm³                             | 4273 cm³                             | 2393 cm³                                          | 2499 cm³                                          | 2495 cm³                                          | 2495 cm³                                          |       |       |
| Relación de compresión         | 8.5: 1                                                                                              | 9.35: 1 | 9.35: 1                                                                                | 9.35: 1                              | 9.35: 1                              | 8.9: 1                               | 21.5: 1                                           | 22.5: 1                                           | 19.5: 1                                           | 19.5: 1                                           |       |       |
| Potencia máxima: CV (kW) @ rpm | 132 CV (97 kW) @ 5000                                                                               | 126 CV (92.5 kW) @ 4000 | 168 CV (123.5 kW) @ 4750                                                               | 182 CV (134 kW) @ 4750               | 185 CV (136 kW) @ 4750               | 203 CV (149 kW) @ 4850               | 114 CV (84 kW) @ 4200                             | 121 CV (89 kW) @ 4200                             | 113 CV (83 kW) @ 4000                             | 113 CV (83 kW) @ 4000                             |       |       |
| Par máximo: Nm @ rpm           | 251 Nm @ 2500                                                                                       | 258 Nm @ 2500 | 280 Nm @ 3000                                                                          | 313 Nm @ 3100                        | 313 Nm @ 3100                        | 340 Nm @ 3250                        | 248 Nm @ 2400                                     | 284 Nm @ 1950                                     | 265 Nm @ 1800                                     | 265 Nm @ 1800                                     |       |       |
| Tracción                       | Total                                                                                               | Total | Total                                                                                  | Total                                | Total                                | Total                                | Total                                             | Total                                             | Total                                             | Total                                             | Total | Total |
| Transmisión                    | Manual, 4 velocidades (Leyland Transmission LT95) Manual, 5 velocidades (Leyland Transmission LT95) | Manual, 4 velocidades (Leyland Transmission LT95) Manual, 5 velocidades (Leyland Transmission LT77S) Automática, 3 velocidades (Chrysler TorqueFlite A727) | Manual, 5 velocidades (Leyland Transmission LT77) Automática, 4 velocidades (ZF 4HP22) | Automática, 4 velocidades (ZF 4HP22) | Automática, 4 velocidades (ZF 4HP22) | Automática, 4 velocidades (ZF 4HP22) | Manual, 5 velocidades (Leyland Transmission LT95) | Manual, 5 velocidades (Leyland Transmission LT95) | Manual, 5 velocidades (Leyland Transmission LT95) | Manual, 5 velocidades (Leyland Transmission LT95) |       |       |
| Peso                           | 1824 kg                                                                                             | 1830-1850 kg | 1850-1925 kg                                                                           | 1880-1915 kg                         | 1975 kg                              | 1986 kg                              | 1940 kg                                           | 1975 kg                                           | 1975 kg                                           | 1975 kg                                           |       |       |
| Aceleración (0-100 km/h)       | 16.6 s                                                                                              | 16.6 s | 12.7 s                                                                                 | -                                    | 10.4 s                               | 10.3 s                               | 18.9 s                                            | 16.5 s                                            | 17.3 s                                            | 17.3 s                                            |       |       |
| Velocidad máxima               | 154 km/h                                                                                            | 155 km/h | 172 km/h                                                                               | 175 km/h                             | 176 km/h                             | 180 km/h                             | 153 km/h                                          | 153 km/h                                          | 151 km/h                                          | 151 km/h                                          |       |       |
| Consumo combinado (L/100 km)   | -                                                                                                   | 17.4 | 14.1                                                                                   | 15.9                                 | 15.4                                 | 16.1                                 | 10.3                                              | 10.5                                              | 8.4                                               | 8.                                                |       |       |

## Segunda generación (P38A, 1995-2002)

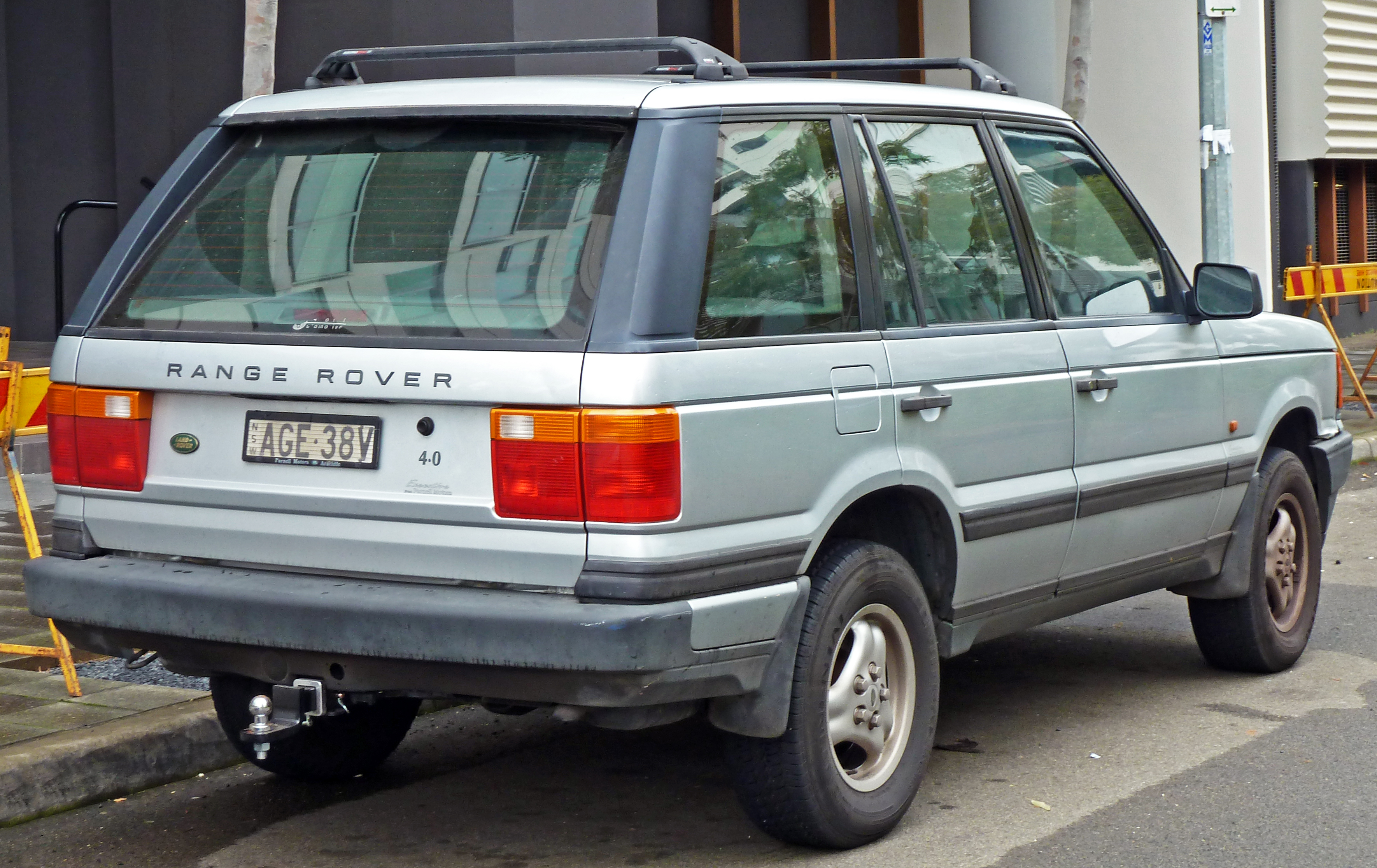
Range Rover pre-restyling
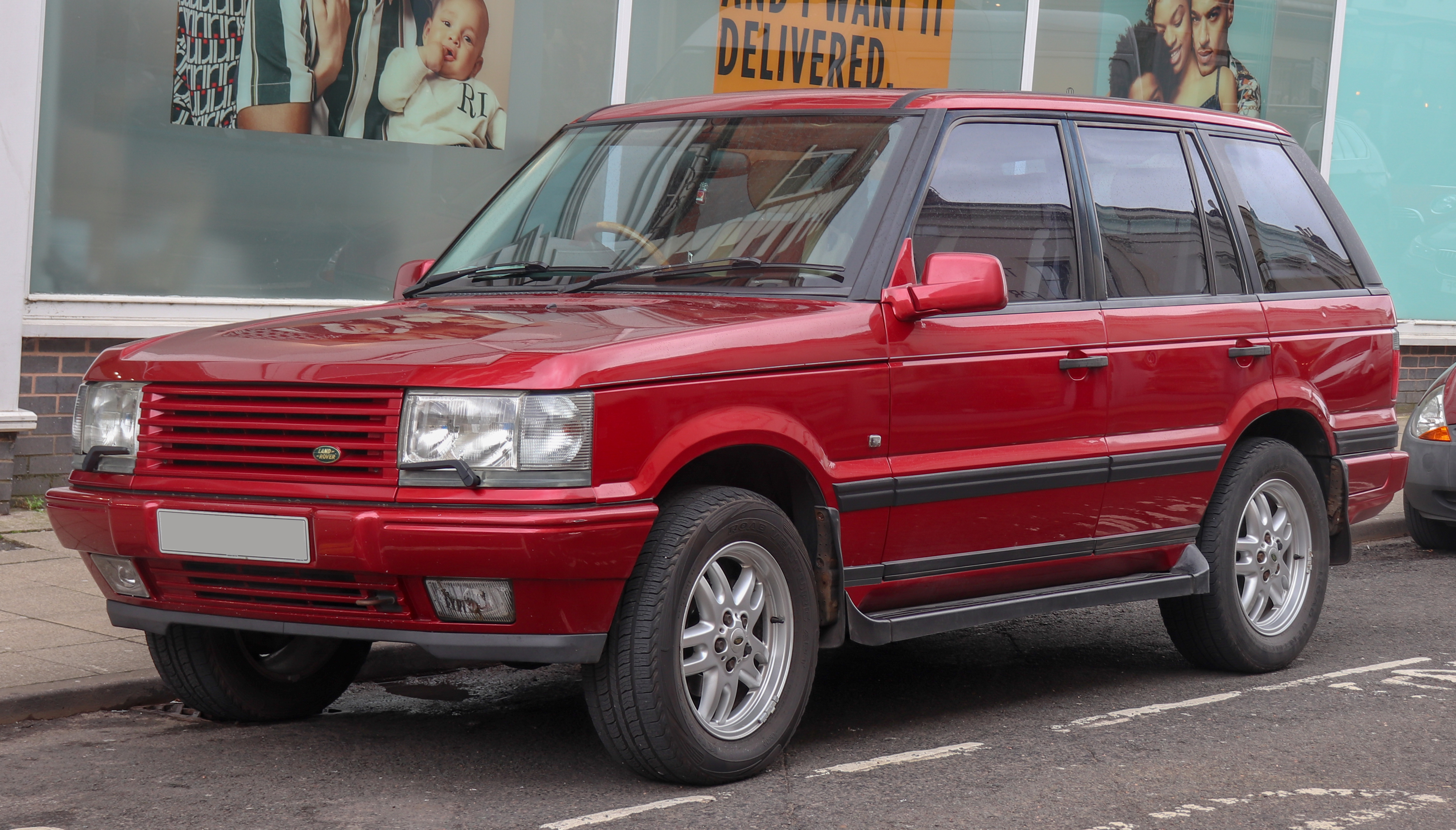
Range Rover Limited Edition Autobiography
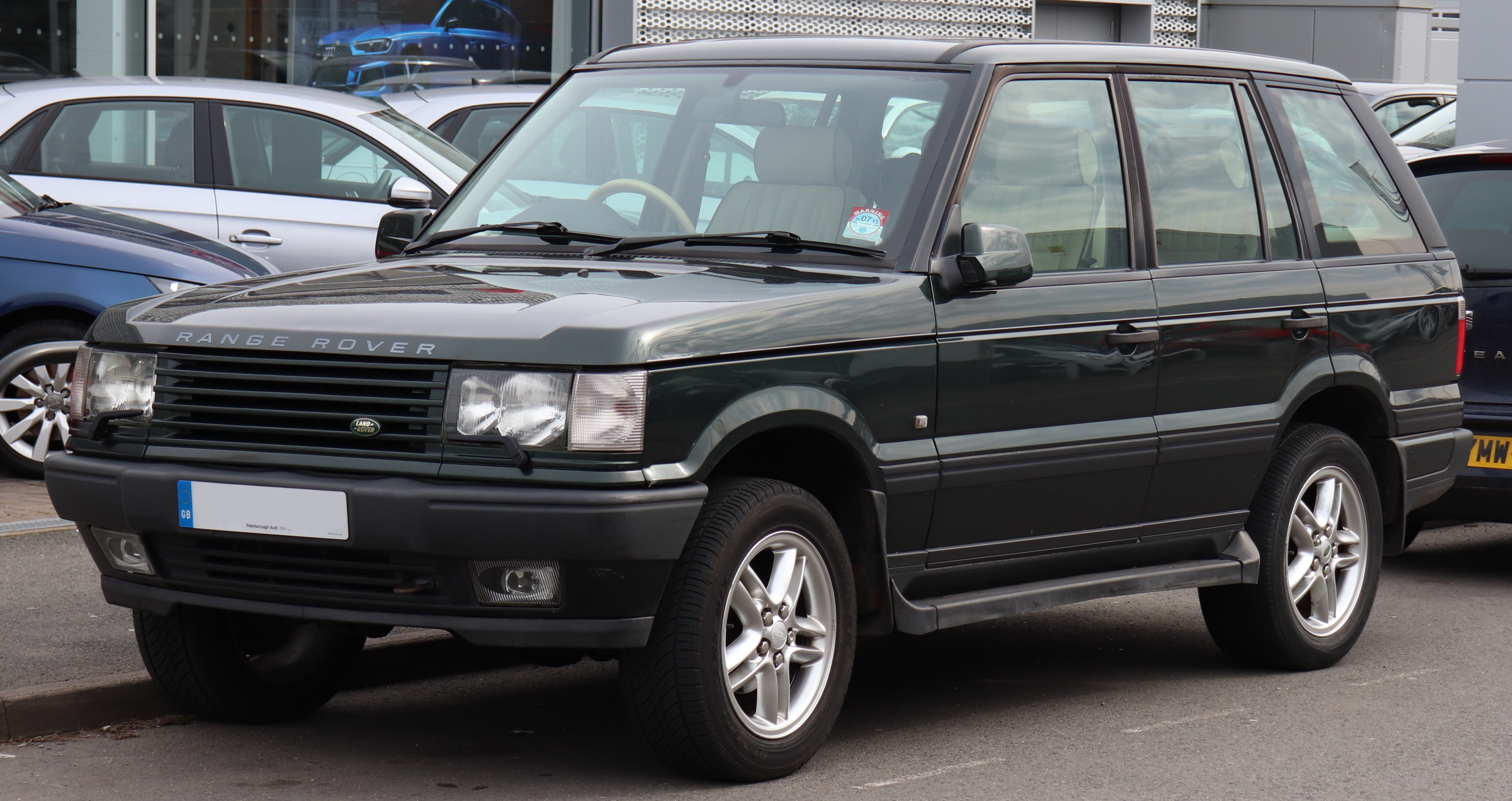
Range Rover Vogue Restyling
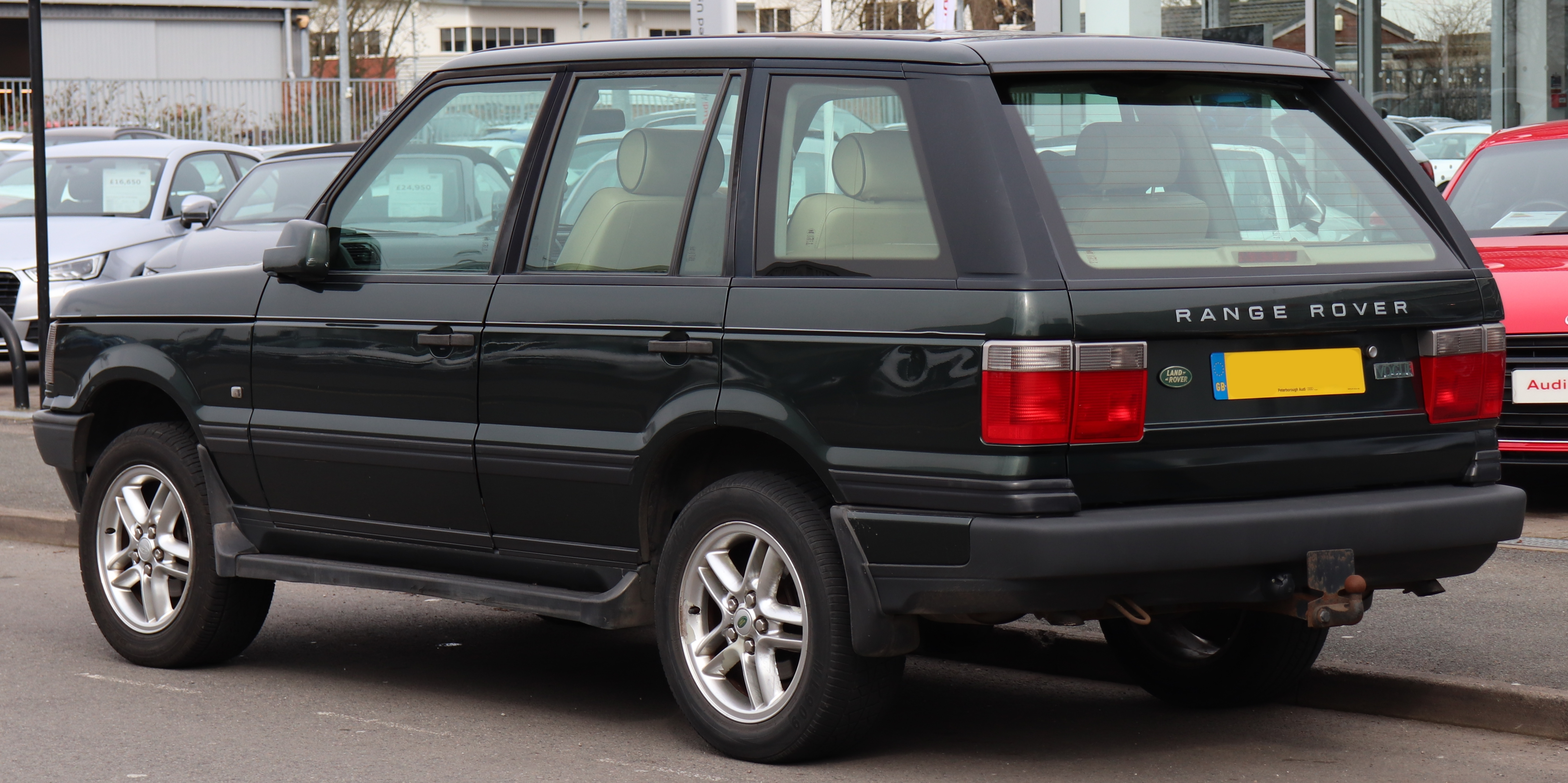
Range Rover Vogue Restyling trasera

### Motorizaciones
| Periodo                        | 1995-1998                                                               | 1999-2002                            | 1995-1998                            | 1999-2002                            | 1995-2002                                                               |                                                                         |       |       |       |       |       |       |
| Identificación del motor       | Rover V8                                                                | Rover V8                             | Rover V8                             | Rover V8                             | BMW M51 TÜD25                                                           |                                                                         |       |       |       |       |       |       |
| Tipo de motor                  | V8 16v OHV                                                              | V8 16v OHV                           | V8 16v OHV                           | V8 16v OHV                           | L6 12v, turbo, intercooler                                              |                                                                         |       |       |       |       |       |       |
| Diámetro x carrera             | 94.0 mm × 71.1 mm                                                       | 94.0 mm × 71.1 mm                    | 94.0 mm × 82.0 mm                    | 94.0 mm × 82.0 mm                    | 80.0 mm × 82.8 mm                                                       |                                                                         |       |       |       |       |       |       |
| Cilindrada                     | 3950 cm³                                                                | 3950 cm³                             | 4554 cm³                             | 4554 cm³                             | 2497 cm³                                                                |                                                                         |       |       |       |       |       |       |
| Relación de compresión         | 9.35: 1                                                                 | 9.4: 1                               | 9.35: 1                              | 9.4: 1                               | 22.0: 1                                                                 |                                                                         |       |       |       |       |       |       |
| Potencia máxima: CV (kW) @ rpm | 190 CV (140 kW) @ 4750                                                  | 185 CV (136 kW) @ 4750               | 225 CV (165.5 kW) @ 4750             | 218 CV (160 kW) @ 4750               | 136 CV (100 kW) @ 4400                                                  |                                                                         |       |       |       |       |       |       |
| Par máximo: Nm @ rpm           | 320 Nm @ 3000                                                           | 340 Nm @ 2600                        | 380 Nm @ 3000                        | 400 Nm @ 2600                        | 270 Nm @ 2300                                                           |                                                                         |       |       |       |       |       |       |
| Tracción                       | Total                                                                   | Total                                | Total                                | Total                                | Total                                                                   | Total                                                                   | Total | Total | Total | Total | Total | Total |
| Transmisión                    | Manual, 5 velocidades (Rover R380) Automática, 4 velocidades (ZF 4HP22) | Automática, 4 velocidades (ZF 4HP22) | Automática, 4 velocidades (ZF 4HP24) | Automática, 4 velocidades (ZF 4HP24) | Manual, 5 velocidades (Rover R380) Automática, 4 velocidades (ZF 4HP22) | Manual, 5 velocidades (Rover R380) Automática, 4 velocidades (ZF 4HP22) |       |       |       |       |       |       |
| Peso                           | 2015-2025 kg                                                            | 2025 kg                              | 2145 kg                              | 2145 kg                              | 2040-2055 kg                                                            | 2040-2055 kg                                                            |       |       |       |       |       |       |
| Aceleración (0-100 km/h)       | 10.3-11.3 s                                                             | 11.9 s                               | 9.9 s                                | 10.3 s                               | 13.9-16.7 s                                                             | 13.9-16.7 s                                                             |       |       |       |       |       |       |
| Velocidad máxima               | 187-190 km/h                                                            | 190 km/h                             | 200 km/h                             | 196 km/h                             | 162-170 km/h                                                            | 162-170 km/h                                                            |       |       |       |       |       |       |
| Consumo combinado (L/100 km)   | 14.2-14.9                                                               | 15.2                                 | 15.9                                 | 16.4                                 | 9.9-11.4                                                                | 9.9-11.4                                                                |       |       |       |       |       |       |

## Tercera generación (L322, 2002-2012)

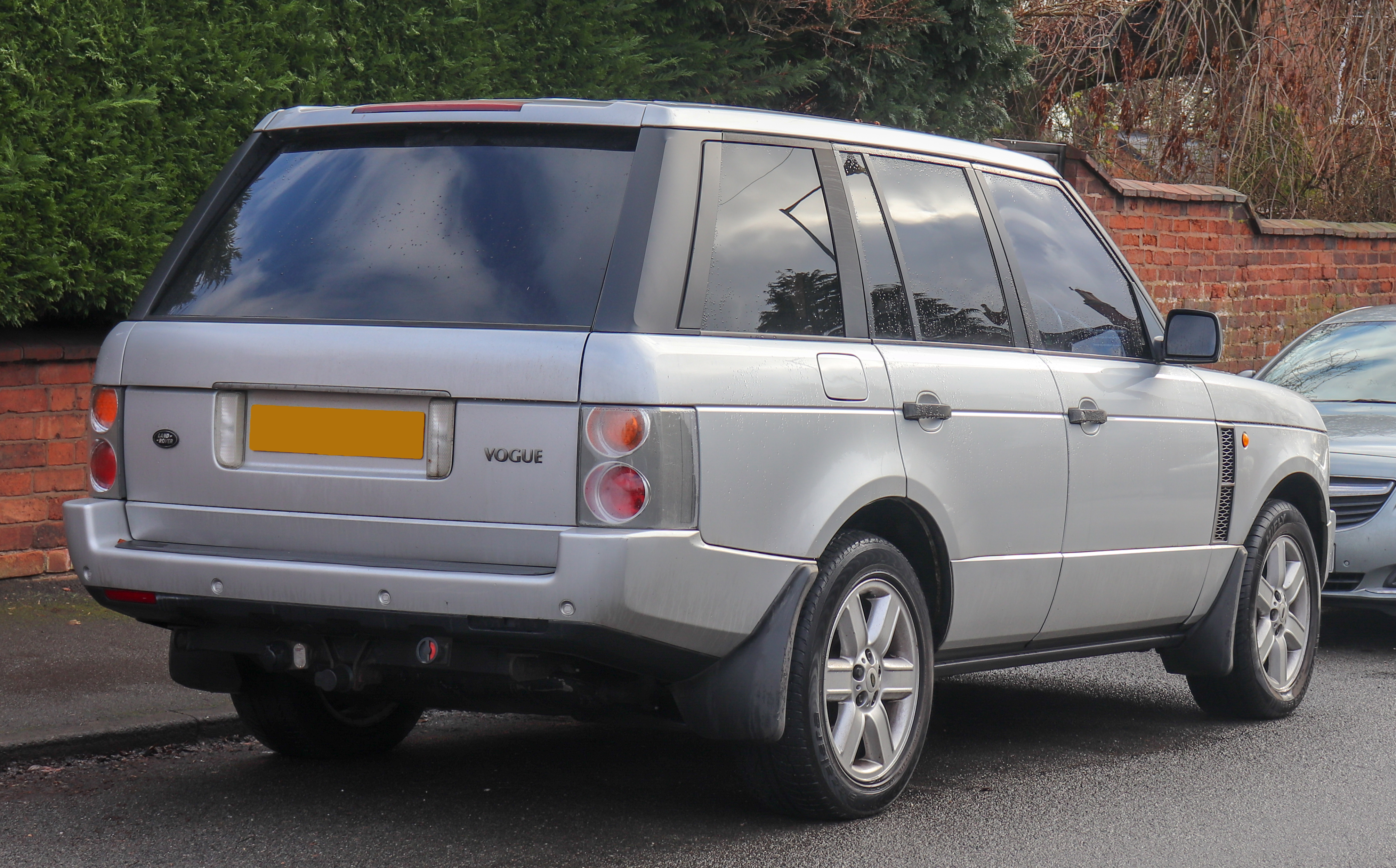
Range Rover 2002-2005
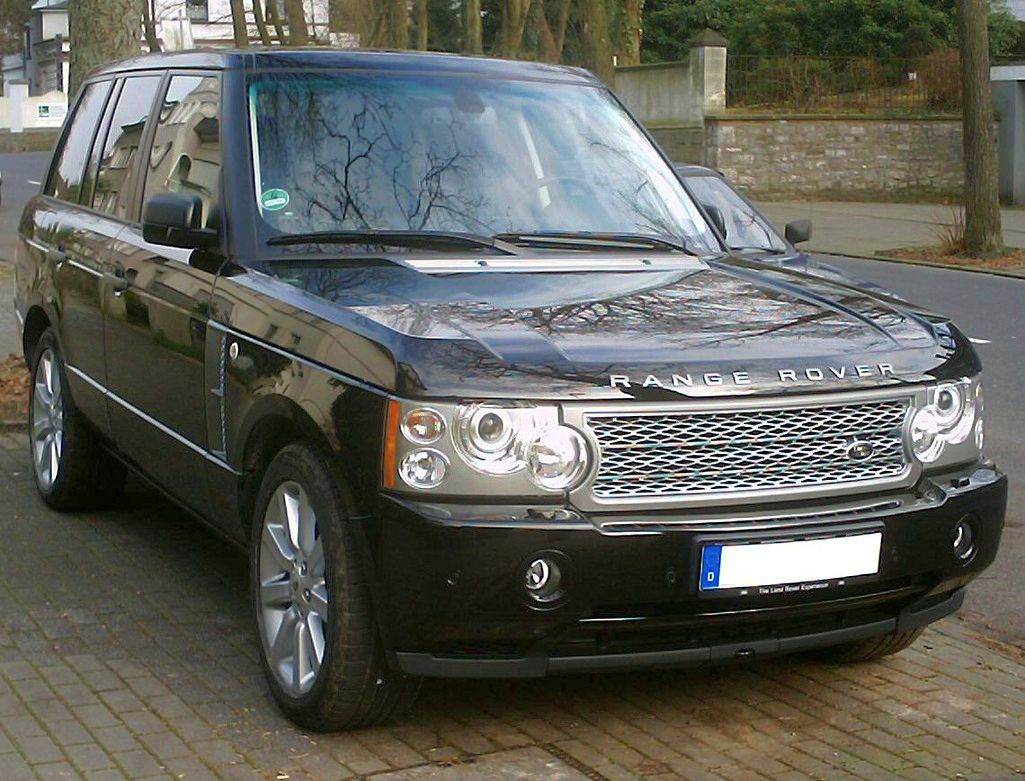
Range Rover 2005-2009
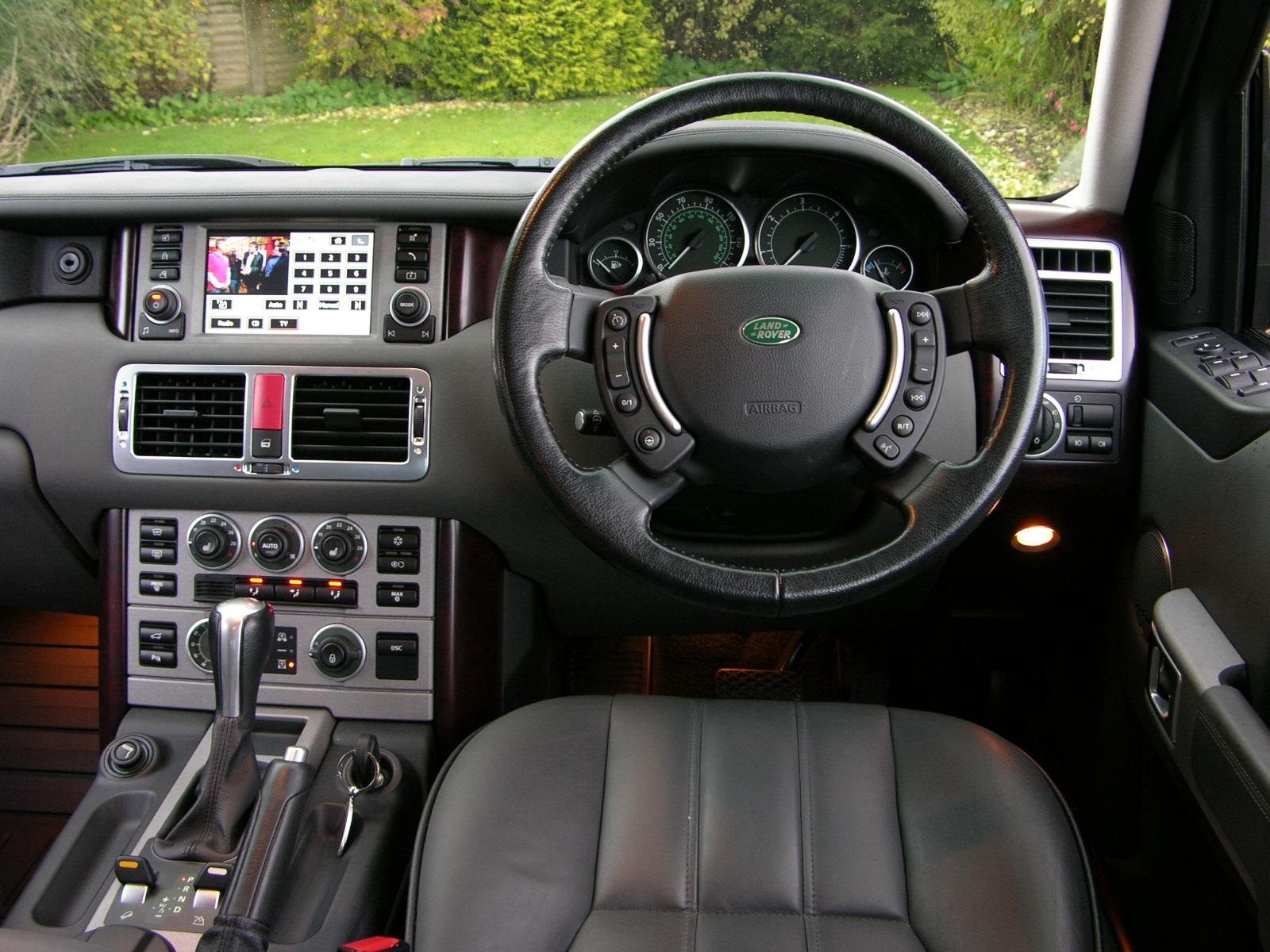
Interior 2005-2009
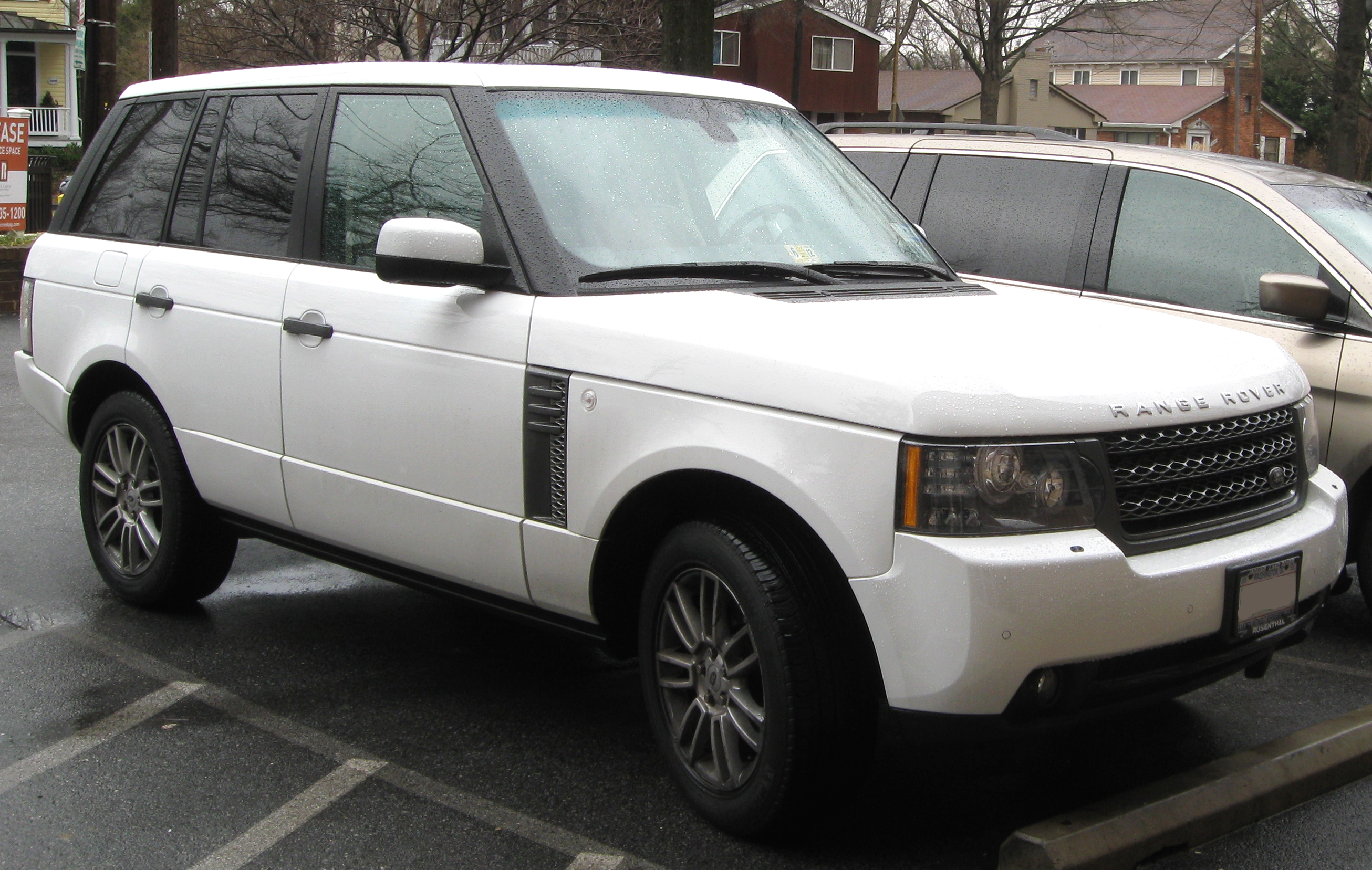
Range Rover 2009-2012
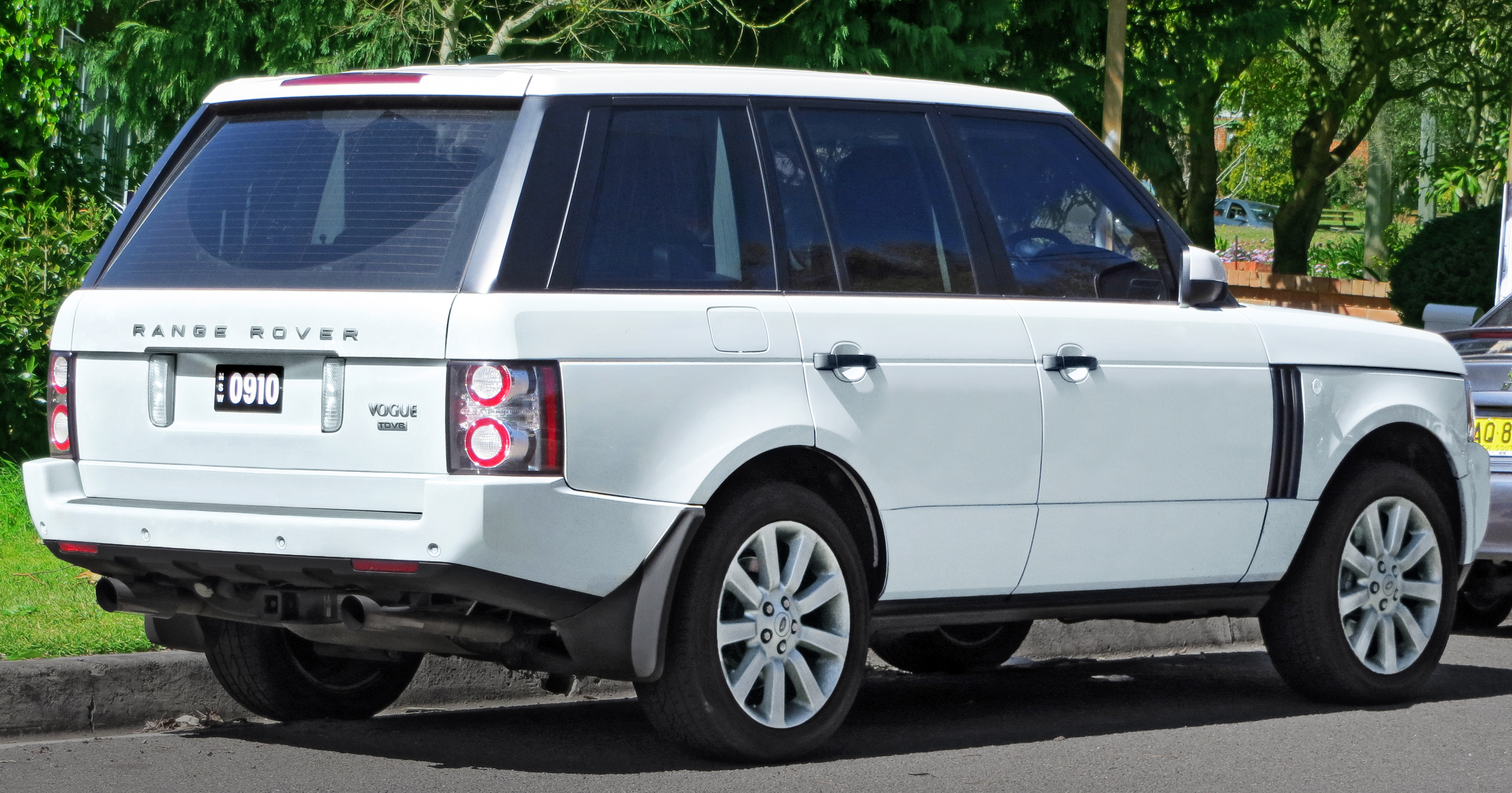
Range Rover 2009-2012

### Motorizaciones
| Periodo                        | 2001-2005                            | 2005-2009                            | 2005-2009                            | 2009-2012                            | 2009-2012                                         | 2001-2005                                     | 2006-2009                                          | 2009-2012                                          |       |       |       |       |
| Identificación del motor       | BMW M62 TÜB44                        | Jaguar AJ33S                         | Jaguar AJ41                          | Jaguar AJ133                         | Jaguar AJ133                                      | BMW M57 D30                                   | Ford AJD V8                                        | Ford 4.4 TD                                        |       |       |       |       |
| Tipo de motor                  | V8 32v                               | V8 32v, compresor, intercooler       | V8 32v                               | V8 32v, inyección directa            | V8 32v, inyección directa, compresor, intercooler | L6 24v, inyección directa, turbo, intercooler | V8 32v, inyección directa, twin-turbo, intercooler | V8 32v, inyección directa, twin-turbo, intercooler |       |       |       |       |
| Diámetro x carrera             | 92.0 mm × 82.7 mm                    | 86.0 mm × 90.3 mm                    | 88.0 mm × 90.3 mm                    | 92.5 mm × 93.0 mm                    | 92.5 mm × 93.0 mm                                 | 84.0 mm × 88.0 mm                             | 81.0 mm × 88.0 mm                                  | 84.0 mm × 98.5 mm                                  |       |       |       |       |
| Cilindrada                     | 4398 cm³                             | 4196 cm³                             | 4394 cm³                             | 5000 cm³                             | 5000 cm³                                          | 2926 cm³                                      | 3630 cm³                                           | 4367 cm³                                           |       |       |       |       |
| Relación de compresión         | 10.0: 1                              | 9.1: 1                               | 10.8: 1                              | 11.5: 1                              | 9.5: 1                                            | 18.0: 1                                       | 17.3: 1                                            | 16.1: 1                                            |       |       |       |       |
| Potencia máxima: CV (kW) @ rpm | 286 CV (210 kW) @ 5400               | 396 CV (291 kW) @ 5750               | 306 CV (225 kW) @ 5750               | 375 CV (276 kW) @ 6500               | 510 CV (375 kW) @ 6000-6500                       | 177 CV (130 kW) @ 4000                        | 272 CV (200 kW) @ 4000                             | 313 CV (230 kW) @ 4000                             |       |       |       |       |
| Par máximo: Nm @ rpm           | 440 Nm @ 3600                        | 560 Nm @ 3500                        | 440 Nm @ 4000                        | 510 Nm @ 3500                        | 625 Nm @ 2500-5500                                | 390 Nm @ 2000                                 | 640 Nm @ 2000                                      | 700 Nm @ 1500-3000                                 |       |       |       |       |
| Tracción                       | Total                                | Total                                | Total                                | Total                                | Total                                             | Total                                         | Total                                              | Total                                              | Total | Total | Total | Total |
| Transmisión                    | Automática, 6 velocidades (ZF 6HP26) | Automática, 6 velocidades (ZF 6HP26) | Automática, 6 velocidades (ZF 6HP26) | Automática, 6 velocidades (ZF 6HP28) | Automática, 6 velocidades (ZF 6HP28)              | Automática, 5 velocidades (GM 5L40-E)         | Automática, 6 velocidades (ZF 6HP26)               | Automática, 8 velocidades (ZF 8HP70)               |       |       |       |       |
| Peso                           | 2440 kg                              | 2692 kg                              | 2592 kg                              | 2600 kg                              | 2710 kg                                           | 2435 kg                                       | 2723 kg                                            | 2505 kg                                            |       |       |       |       |
| Aceleración (0-100 km/h)       | 9.2 s                                | 7.5 s                                | 8.7 s                                | 7.5 s                                | 6.1 s                                             | 13.6 s                                        | 9.2 s                                              | 7.8 s                                              |       |       |       |       |
| Velocidad máxima               | 208 km/h                             | 210 km/h                             | 200 km/h                             | 210 km/h                             | 225 km/h                                          | 179 km/h                                      | 200 km/h                                           | 210 km/h                                           |       |       |       |       |
| Consumo combinado (L/100 km)   | 16.2                                 | 16.0                                 | 14.9                                 | 14.0                                 | 14.9                                              | 11.3                                          | 11.3                                               | 9.4                                                |       |       |       |       |

## Cuarta generación (L405, 2012-2022)

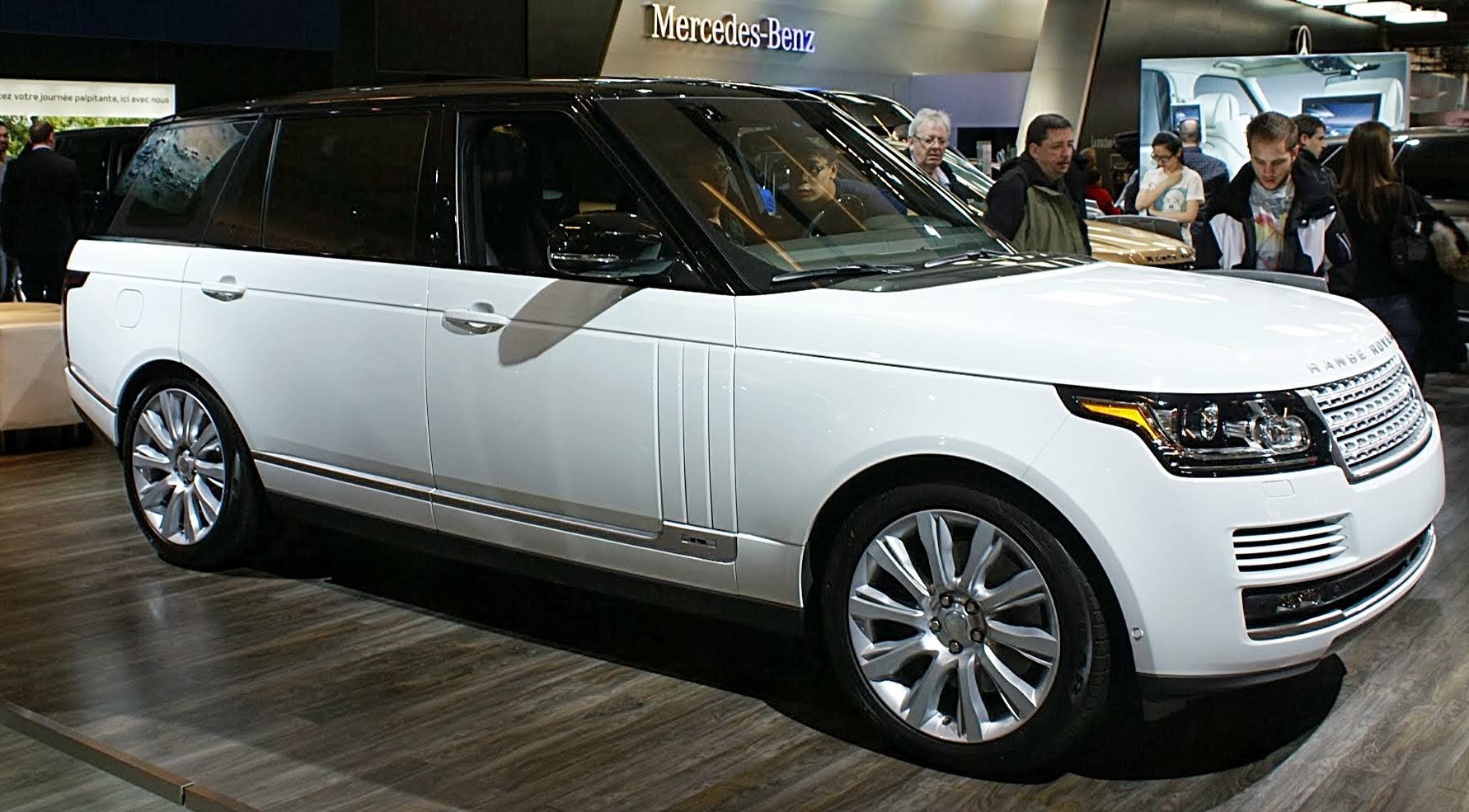
Cuarta generación (2014–presente)
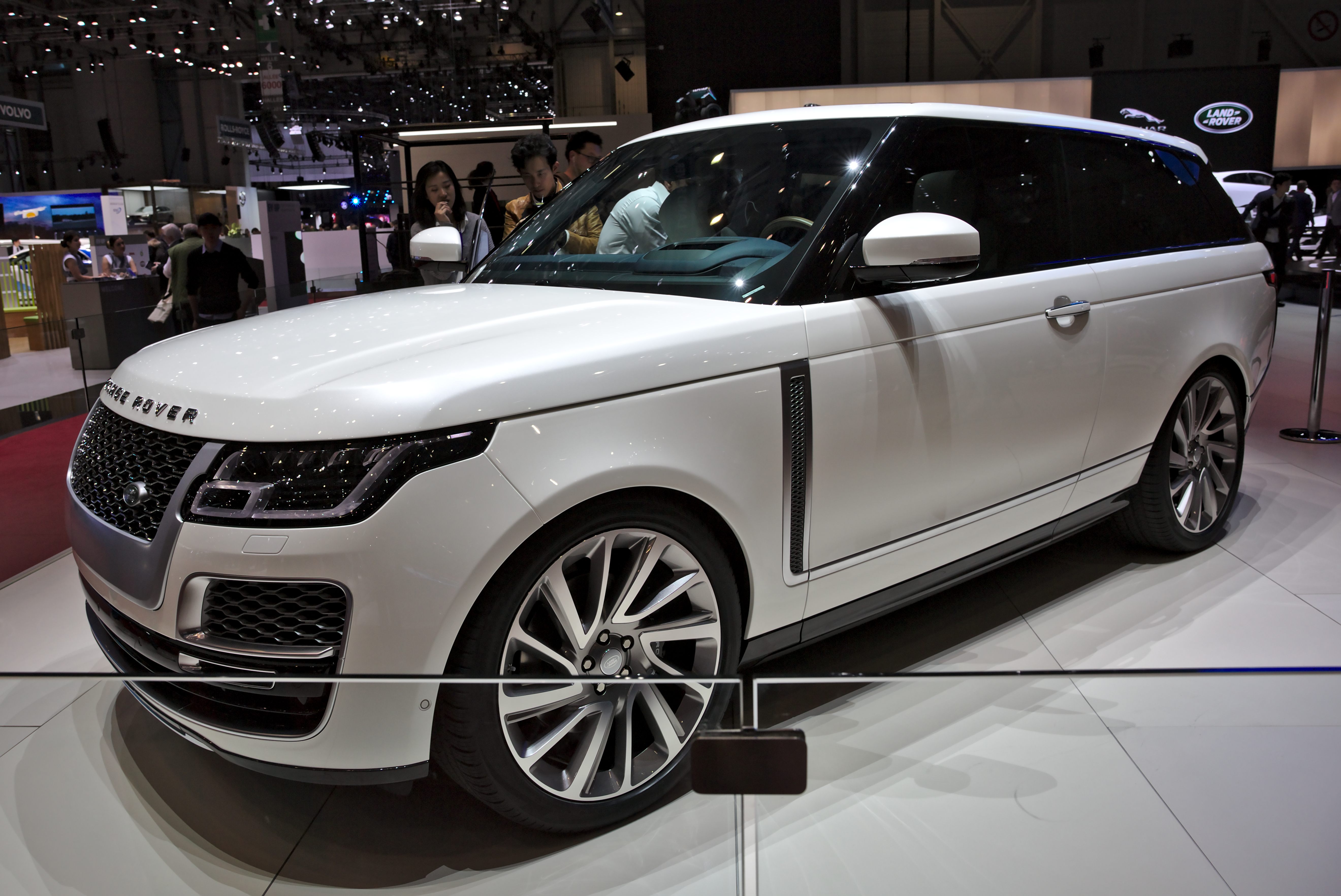
Range Rover SV Coupé (2018–presente)